# Counting Stars
«Counting Stars» — пісня американської групи OneRepublic, випущена як третій сингл у їх третьому студійного альбомі Native. Автором пісні став соліст групи Раян Теддер. Композицію можна прирахувати до жанрів поп-музики і фолк-музики

## Інформація про пісню
«Counting Stars» добралась до 2-го місця в хіт-параді Billboard Hot 100, таким чином ставши першою піснею групи, що ввійшла в топ-5 з часів їхнього найпопулярнішого синглу «Apologize». Пісня була на вершині головного музичного хіт-параду Великої Британії UK Singles Chart.
Відеокліп до пісні, прем'єра якого відбулася 31 травня 2013 року, зняв Джеймс Лис, кліп зумів стати одним з найбільш відвідуваним на сайті YouTube, та зібрати 3,2 мільярда переглядів.

### Річні чарти
| Чарт (2013)                          | Позиція |
| ------------------------------------ | ------- |
| Australia (ARIA)                     | 8       |
| Canada (Canadian Hot 100)            | 70      |
| Germany (Media Control AG)           | 21      |
| Hungary (Rádiós Top 40)              | 38      |
| Ireland (IRMA)                       | 13      |
| New Zealand (Recorded Music NZ)      | 11      |
| Slovenia (SloTop50)                  | 5       |
| UK Singles (Official Charts Company) | 9       |
| US Billboard Hot 100                 | 63      |

| Чарт (2014)                            | Позиция |
| -------------------------------------- | ------- |
| Canada (Canadian Hot 100)              | 3       |
| Italy (FIMI)                           | 13      |
| Slovenia (SloTop50)                    | 28      |
| UK Singles (Official Charts Company)   | 44      |
| US Billboard Hot 100                   | 5       |
| US Adult Alternative Songs (Billboard) | 42      |